# الیاس یلرت
الیاس یلرت (انگلیسی: Elias Jelert؛ زادهٔ ۱۲ ژوئن ۲۰۰۳) بازیکن فوتبال اهل دانمارک است.
از باشگاه‌هایی که در آن بازی کرده‌است می‌توان به باشگاه فوتبال کپنهاگن اشاره کرد.
وی همچنین در تیم ملی فوتبال دانمارک بازی کرده‌است.